# جک فاکس
جک فاکس (انگلیسی: Jack Fox؛ زادهٔ ۱۷ سپتامبر ۱۹۸۵) بازیگر اهل بریتانیا است. وی از سال ۲۰۰۹ میلادی تاکنون مشغول فعالیت بوده‌است.
از فیلم‌ها یا مجموعه‌های تلویزیونی که وی در آن‌ها نقش داشته‌است، می‌توان به ذیب، دراکولا، آقای سلفریج، کودکان عاشق، قاپ‌زنی، نابغه، جانی اینگلیش دوباره حمله می‌کند، سندیتون، آدمکشان میدسامر و پیام‌رسان اشاره نمود.